# Карл Зіверс
Карл Адальберт Герман Георг Зіверс (нім. Karl Adalbert Hermann Georg Sievers; 2 січня 1892, Кірторф — 9 вересня 1961, Геттінген) — німецький воєначальник, генерал-лейтенант вермахту. Кавалер Лицарського хреста Залізного хреста.

## Біографія
Син фермера-орендаря Карла Зіверса і його дружини Ліни, уродженої Пут. В 1912 році вступив в 10-й Рейнський піхотний полк №161. Учасник Першої світової війни. З 1 серпня 1914 року — командир взводу 11-ї роти свого полку. 15 вересня 1915 року поранений. З 1 липня 1915 року — командир 1-ї роти свого полку. З 1 січня 1916 року — офіцер для доручень в 15-й піхотній дивізії. З 1 січня 1917 року — ад'ютант 461-го піхотного полку. З 1 липня 1918 року — 2-й офіцер (квартирмейстер) Генштабу 237-ї піхотної дивізії.
З 18 грудня 1918 року брав участь в ліквідації 161-го піхотного полку. З 1 листопада 1919 року служив в 20-му нижньосаксонському піхотному полку (Ганновер), з 1 жовтня 1920 року — в 17-му (Пруссько-Браунвейзькому) піхотному полку (Брауншвейг): з 1924 року — в 5-й роті (Геттінген), з 1925 року — у 8-й (кулеметній) роті (Геттінген), з 1927 року — в штабі 1-го батальйону (Брауншвейг), з 1 квітня 1928 року — командир 16-ї роти (Целле), з 1 жовтня 1932 року — 7-ї роти (Геттінген), з 1 жовтня 1934 року — 8-ї роти (Геттінген) свого полку. З 1 жовтня 1935 року — інструктор Військового училища Потсдама.
З 1 жовтня 1938 року — командир 3-го батальйону 119-го піхотного полку (Штутгарт), з 1 листопада 1939 року — 168-го піхотного (з 15 жовтня 1942 року — гренадерського) полку. 1 березня 1943 року відправлений в командний резерв. З 15 травня 1943 року — командир 6-го училища піхотних фанен-юнкерів в Беверло (Бельгія). З 22 серпня 1943 року — командир 321-ї піхотної дивізії. 23 вересня 1943 року знову відправлений в командний резерв. З 5 листопада 1943 року — командир 16-ї авіапольової, з 30 липня 1944 року — 719-ї піхотної дивізії. 30 вересня 1944 року знятий з посади і 3 жовтня відправлений в командний резерв ОКГ. 8 грудня 1944 року відряджений в Імперський військовий суд, з 1 березня 1945 року — офіцер-суддя. 10 травня 1945 року взятий в полон американськими військами. 3 листопада 1945 року звільнений.

## Звання
- Фанен-юнкер (1912)
- Фенріх (18 червня 1912)
- Лейтенант (16 червня 1913)
- Оберлейтенант (18 серпня 1918)
- Гауптман (1 березня 1927)
- Майор (1 жовтня 1934)
- Оберстлейтенант (1 квітня 1937)
- Оберст (1 квітня 1940)
- Генерал-майор (1 жовтня 1943)
- Генерал-лейтенант (1 жовтня 1944)

## Нагороди
- Залізний хрест 2-го і 1-го класу
- Медаль «За відвагу» (Гессен)
- Військовий почесний знак в залізі
- Хрест «За військові заслуги» (Австро-Угорщина) 3-го класу з військовою відзнакою
- Нагрудний знак «За поранення» в чорному
- Почесний хрест ветерана війни з мечами
- Медаль «За вислугу років у Вермахті» 4-го, 3-го, 2-го і 1-го класу (25 років)
- Застібка до Залізного хреста
  - 2-го класу (20 вересня 1940)
  - 1-го класу (1 липня 1942)
- Німецький хрест в золоті (11 березня 1943)
- Лицарський хрест Залізного хреста (18 листопада 1944)